# Revolução Roxa
Revolução Roxa ou Revolução Púrpura é um termo que alguns deram ao fim do governo de Saddam Hussein no Iraque e a chegada da democracia ao país. O nome é uma tendência após as "revoluções coloridas": movimentos revolucionários democráticos em Estados autoritários - a Revolução Rosa na Geórgia, a Revolução Laranja na Ucrânia e a Revolução dos Cedros no Líbano são três exemplos. Neste contexto, o "roxo" representa a marcação de tinta dos dedos dos eleitores na primeira eleição legislativa iraquiana em 2005 (a mancha semi-permanente foi para evitar o voto múltiplo fraudulento).

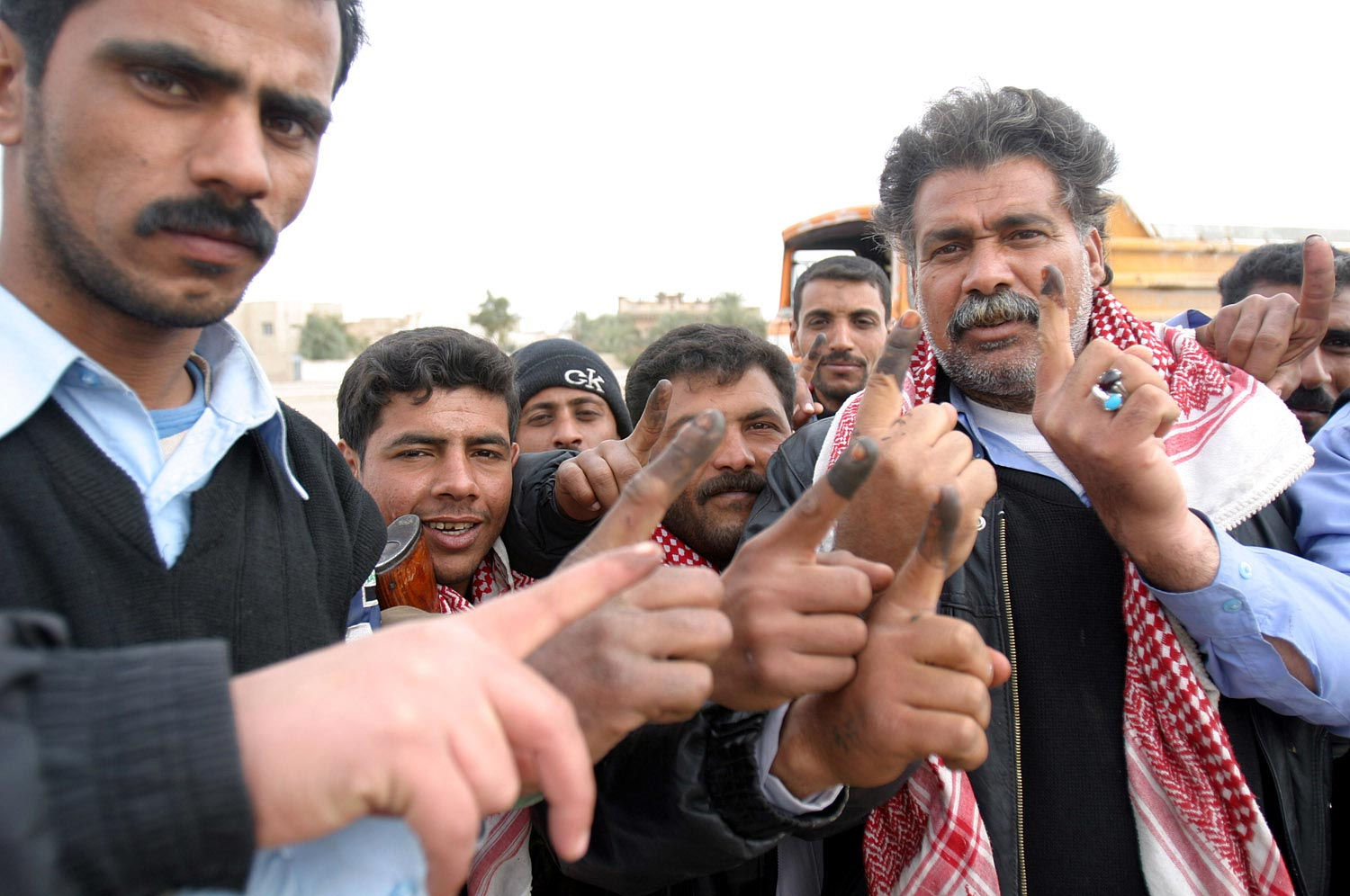
Policiais iraquianos mostrando seus dedos indicadores marcados com tinta indelével roxa, uma medida de segurança para evitar o voto duplo.

O termo surgiu primeiramente logo após a eleição em janeiro de 2005, vários weblogs e editoriais de indivíduos favoráveis à invasão do Iraque pelos EUA. O termo recebeu o seu maior uso durante uma visita do presidente dos EUA George W. Bush em 24 de fevereiro de 2005 em Bratislava, Eslováquia, a um encontro com o presidente da Rússia Vladimir Putin. Bush declarou: "Nos últimos tempos, temos assistido a acontecimentos marcantes na história da liberdade: a Revolução Rosa na Geórgia, uma Revolução Laranja na Ucrânia, e agora, uma revolução roxa no Iraque."
Embora bastante comum na mídia americana de tendência conservadora, o termo não foi aprovado pelos iraquianos ou pela maioria dos norte-americanos. [carece de fontes?]